# Goodsons duif
De Goodsons duif (Patagioenas goodsoni) is een vogel uit de familie Columbidae (duiven). Deze vogel is genoemd naar de Engelse ornitholoog Arthur Goodson (1873-1931). Goodson was de assistent van Ernst Hartert, die deze vogel in 1902 heeft beschreven.

## Verspreiding en leefgebied
Deze soort komt voor in westelijk Colombia en noordwestelijk Ecuador.